# Sanjō Keihan (métro de Kyoto)
Sanjō Keihan (三条京阪駅, Sanjō Keihan-eki) est une station du métro de Kyoto sur la ligne Tōzai dans l'arrondissement de Higashiyama à Kyoto.

## Situation sur le réseau
La station Sanjō Keihan est située au point kilométrique (PK) 12,1 de la ligne Tōzai.

## Histoire
La station a été inaugurée le 12 octobre 1997.

## Services aux voyageurs

### Accès et accueil
La station est ouverte tous les jours.

### Desserte
- Ligne Tōzai :
  - voie 1 : direction Uzumasa Tenjingawa
  - voie 2 : direction Rokujizō ou Biwako-hamaotsu (par la ligne Keihan Keishin)

### Intermodalité
La gare de Sanjō de la compagnie Keihan est située à proximité immédiate de la station.